# Twelve Months, Eleven Days
Twelve Months, Eleven Days er det andet album fra Gary Barlow. Det blev udgivet af pladeselskaberne BMG og RCA Records 11. oktober 1999.
Af forskellige levede albummet ikke op til forgængerens succes; det opnåede højeste placering som nr. 35. Singlerne "Stronger" og "For All That You Want" toppede hhv. som nr. 16 og 24. Det led hårdt under Barlows og Robbie Williams' uvenskaber i rampelyset i 1999, og blev ikke spillet særligt meget på radiostationerne. Den manglende succes førte til, at Barlow i år 2000 opsagt af BMG og stod uden pladekontrakt. Herefter valgte han at stoppe sin karriere som sanger og valgte i stedet at begynde som musikproducer.

## Singler
1. "Stronger" blev udgivet 15. juli 1999 som albummets første single. Højeste britiske placering var som nr. 16 på den officielle hitliste.
2. "For All That You Want" blev udgivet 27. september 1999 som albummets anden single. Højeste britiske placering var som nr. 24 på den officielle hitliste.
3. "Lie to Me" var planlagt til at blive udgivet 6. december 1999 som albummets tredje og sidste single, men BMG valgte at droppe udgivelsen af singlen.

## Trackliste
1. "For All That You Want"
2. "Arms Around Me"
3. "Lie to Me"
4. "Fast Car"
5. "Stronger"
6. "All That I’ve Given Away"
7. "Wondering"
8. "Don’t Need a Reason"
9. "Before You Turn Away"
10. "Walk"
11. Nothing Feels the Same"
12. Yesterday’s Girl"

## Charts
| Hitlisterne fra 1999             | Højeste placering |
| -------------------------------- | ----------------- |
| Danish Albums (Hitlisten)        | 38                |
| German Albums (Media Control AG) | 67                |
| Irish Albums (IRMA)              | 19                |
| Scottish Albums (OCC)            | 81                |
| UK Albums (OCC)                  | 35                |